# Kewpie
Kewpie est une marque de poupées et de figurines développée à partir de personnages de bande dessinée, les Kewpies, créés par l'autrice de comic strips Rose O'Neill. Ces bébés Cupidons apparaissent en 1909 et deviennent rapidement populaires. Rose O'Neill lance alors des poupées en papier à leur effigie. En 1912, une société allemande basée à Waltershausen fabrique une version en biscuit qui est aussi très populaire au début du XXe siècle.

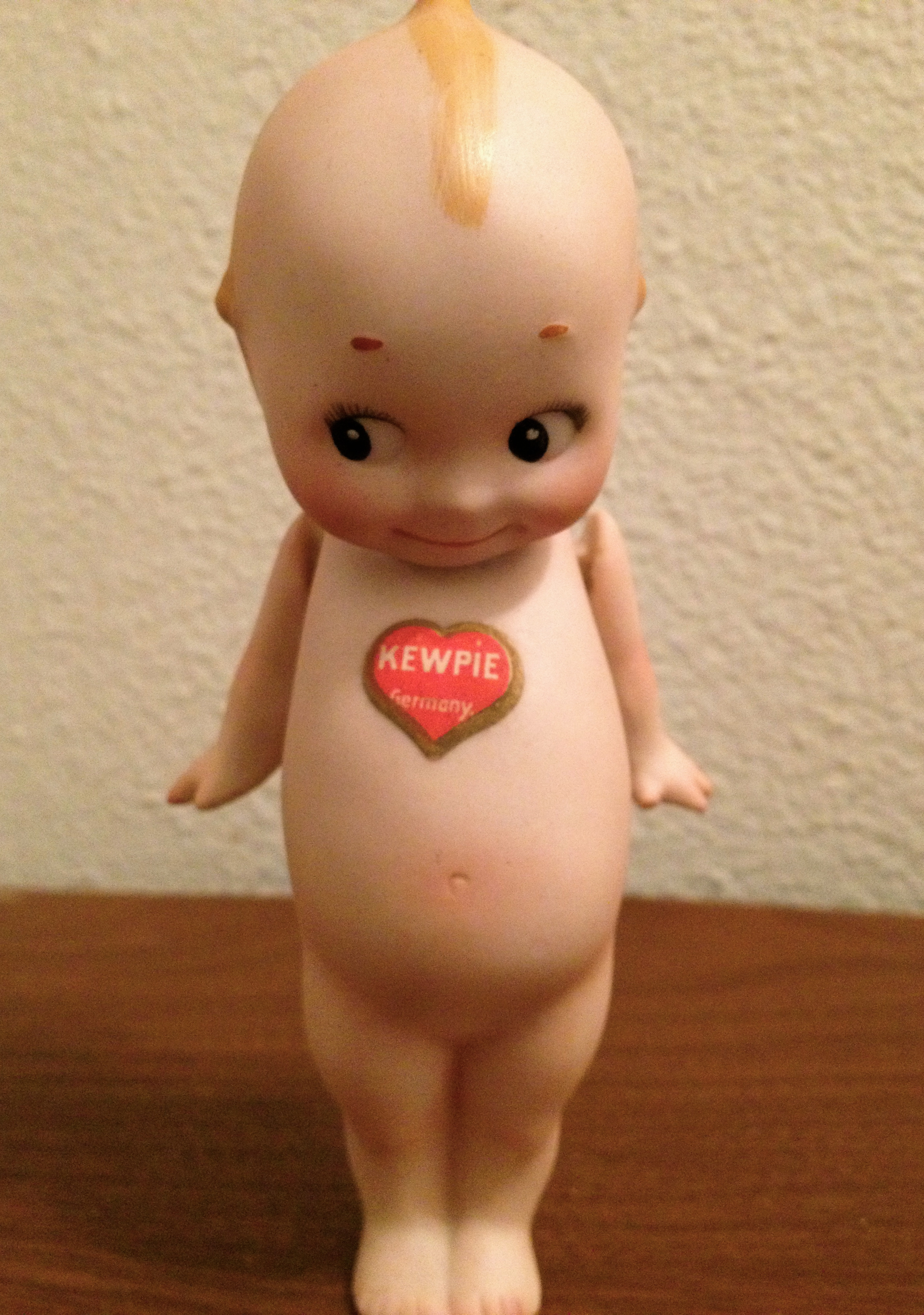
Kewpie en biscuit de 1912

Alors que les premières poupées sont exclusivement en biscuit, le matériau évolue par la suite. Ce sont d'abord des versions en matériau composite qui sont proposées dans les années 1920, puis en celluloid dans les décennies suivantes. En 1949, Effanbee crée la première version des poupées en plastique et entre 1960 et 1990 arrivent des Kewpies en caoutchouc souple et en vinyle produits par Cameo Co. et Jesco.
Les premières versions en biscuit sont très recherchées par les collectionneurs et surtout celles qui sont signées par Rose O'Neill.